# فرنان ده مونتینی
فرنان ده مونتینی (انگلیسی: Fernand de Montigny; ۵ ژانویهٔ ۱۸۸۵ – ۲ ژانویهٔ ۱۹۷۴) شمشیرباز و بازیکن هاکی روی چمن اهل بلژیک بود.
وی در مسابقات کشوری و بین‌المللی در مجموع برندهٔ ۱ مدال طلا، ۳ مدال نقره، ۳ مدال برنز شده‌است.